# Warszawskie Teatry Rządowe
Warszawskie Teatry Rządowe – naczelna władza teatrów Księstwa Warszawskiego z siedzibą w Warszawie, powołana 14 kwietnia 1810 dekretem Fryderyka Augusta jako Rządowa Dyrekcja Teatru.

## Opis
Projekt statutu został opracowany przez Wojciecha Bogusławskiego. W 1822 zmieniono nazwę na Dyrekcja Teatrów i Wszelkich Widowisk Dramatycznych i Muzycznych w Królestwie, a w 1833 na Warszawskie Teatry Rządowe. Instytucja istniała do lipca 1915. Zapewniała teatrom stabilizację finansową, umożliwiała tworzenie przedstawień w języku polskim. Zajmowała się remontami i budową nowych teatrów.
W skład Warszawskich Teatrów Rządowych wchodziły zespoły operetki, baletu, dramatu z komedią, Teatru Narodowego, a późniejszym okresie także opery i farsy. Podlegało mu 5 budynków teatralnych:
- od 1833 – Teatr Wielki wraz z Teatrem Rozmaitości
- od 1870 – Teatr Letni
- od 1880 – Teatr Mały
- od 1881 – Teatr Nowy
- od 1901 – Teatr Nowości

Warszawskie Teatry Rządowe przestały istnieć 26 lipca 1915 r. Wobec spodziewanego odejścia władz rosyjskich rozkaz „o czasowym zamknięciu teatrów”, podpisany przez prezesa Włodzimierza Burmana, zakończył istnienie WTR.

## Władze Warszawskich Teatrów Rządowych
Na czele WTR stali prezesi wspomagani przez dyrektorów i reżyserów, a od 1907 również kierowników literackich.
| Od   | Do   | Prezes                  |
| ---- | ---- | ----------------------- |
| 1810 | 1813 | Julian Ursyn Niemcewicz |
| 1814 | 1820 | Józef Lipiński          |
| 1821 | 1830 | Aleksander Rożniecki    |
| 1832 | 1842 | Józef Rautenstrauch     |
| 1842 | 1862 | Ignacy Abramowicz       |
| 1862 | 1868 | Aleksander Jan Hauke    |
| 1868 | 1880 | Siergiej Muchanow       |
| 1880 | 1882 | Wsiewołod Wsiewołożski  |
| 1882 | 1889 | Longin Gudowski         |
| 1889 | 1892 | Dymitr Palicyn          |
| 1892 | 1895 | Aleksander Karandiejew  |
| 1895 | 1897 | Piotr Andriejew         |
| 1898 | 1901 | Pawieł Iwanow           |
| 1901 | 1908 | Konstantin Herschelman  |
| 1908 | 1914 | Jurij Małyszew          |
| 1914 | 1915 | Włodzimierz Burman      |